# Feu de Koizumi
El feu de Koizumi (小泉藩, Koizumi-han) fou un feu o han del Japó localitzat a la província de Yamato. La seua capital es trobava al castell de Koizumi, a l'actual ciutat de Yamato-Kōriyama.

## Geografia

### Dominis
- Província de Yamashiro: 1 poble al districte de Kuse i 1 poble al districte de Sōraku.
- Província de Yamato: 1 poble al districte de Soekami i 8 pobles al districte de Soejimo.
- Província d'Izumi: 4 pobles al districte d'Izumi.
- Província de Settsu: 2 pobles al districte de Kawabe.

## Història
El feu de Koizumi fou fundat per Sadataka Katagiri, germà menor del famós Katsumoto Katagiri, i fou governat durant tota la seua història per la dinastia d'aquest, el clan Katagiri i en concret la seua branca. L'any 1871, amb l'abolició del sistema han, el feu fou dissolt i integrat en la breu prefectura de Koizumi, la qual acabaria integrada en l'actual prefectura de Nara, successora natural de l'antiga província de Yamato. El darrer senyor del feu fou Sada'atsu Katagiri.

## Senyors
La casa que governà el feu de Koizumi fou el clan Katagiri.
- Sadataka Katagiri (1600-1627)
- Sadamasa Katagiri (1627-1673)
- Sadafusa Katagiri (1674-1710)
- Sadaoki Katagiri (1710-1741)
- Sadanari Katagiri (1741-1750)
- Sadayoshi Katagiri (1750-1787)
- Sada'aki Katagiri (1787-1822)
- Sadanobu Katagiri (1822-1841)
- Sadanaka Katagiri (1841-1843)
- Sadateru Katagiri (1843-1862)
- Sadatoshi Katagiri (1862)
- Sada'atsu Katagiri (1862-1871)